# Lục quân Nga
Lục quân Nga (tiếng Nga: Сухопутные войска Российской Федерации, chuyển tự: Suhoputnye voyska Rossiyskoy Federatsii) hay Lực lượng Mặt đất Nga là các lực lượng tác chiến mặt đất của các Lực Lượng Vũ trang Liên bang Nga, được hình thành  vào năm 1992. Sự hình thành của các lực lượng đặt ra những thử thách kinh tế sau khi sự sụp đổ của Liên Xô, và yêu cầu cải cách chuyên nghiệp hóa lực trong quá trình chuyển. Kể từ năm 1992, các Lực lượng mặt đất đã rút hàng ngàn quân Xô Viết đồn trú nước ngoài, trong khi còn phải tham chiến trong chiến tranh Chechen, gìn giữ hòa bình.